# Dirk Bellemakers
Dirk Bellemakers (Eindhoven, 19 januari 1984) is een Nederlands voormalig wielrenner. 

## Profoverwinningen
2008
- Stadsprijs Geraardsbergen

2011
- Sint-Elooisprijs

## Resultaten in voornaamste wedstrijden
| Jaar | Ronde van Italië | Ronde van Frankrijk | Ronde van Spanje |
| ---- | ---------------- | ------------------- | ---------------- |
| 2008 |                  |                     |                  |
| 2010 |                  |                     |                  |
| 2011 |                  |                     |                  |
| 2012 |                  |                     |                  |
| 2013 | 111e             |                     |                  |

| Jaar | Gent-Wevelgem | Eschborn-Frankfurt |
| ---- | ------------- | ------------------ |
| 2008 | 174e          |                    |
| 2010 |               | 8e                 |
| 2011 |               | 27e                |
| 2012 |               | 22e                |
| 2013 |               |                    |